# Конгал мак Аэдо Слане
Конгал мак Аэдо Слане (др.‑ирл. Congal mac Áedo Sláine; погиб в 634) — король Бреги (612—634) из рода Сил Аэдо Слане.

## Биография
Конгал был одним из сыновей правителя Бреги и верховного короля Ирландии Аэда Слане, убитого в 604 году. По свидетельству трактата XII века «Banshenchas» («Об известных женщинах»), его матерью была вторая супруга Аэда, Эйтне инген Бренайнн.
После кончины Аэда Слане престол Бреги унаследовал брат Конгала Коналл Лаэг Брег, а когда тот в 612 году погиб в сражении и он сам получил власть над королевством. Предполагается, что соправителем Конгала был его брат Айлиль Арфист. Однако ни точная дата получения Айлилем власти, ни область его полномочий неизвестны.
В 634 году войско Бреги под командованием королей Конгала мак Аэдо Слане и Айлиля Арфиста было разбито в сражении при Лох-Третине во Фремайнне (современном Лох-Дретине около Фревин Хилла в графстве Уэстмит). Победителем брегцев был король Миде Коналл Гутбинн из рода Кланн Холмайн, убийца короля Аэдо Слане. Конгал и Айлиль пали на поле боя. В ирландских анналах в сообщении об этом событии только Конгала наделяется королевским титулом. В противоположность данным анналов, в поэме Фланна Майнистреха «Síl Aeda Sláne na Sleg» сообщается, что Айлиль и Конгал погибли в сражении при Ат Гоане, вмешавшись в междоусобную войну в Лейнстере. Их победителями называются Коналл Гутбинн и лейнстерский король Фаэлан мак Колмайн из рода Уи Дунлайнге.
После гибели Конгала мак Аэдо Слане и Айлиля Арфиста новыми королями-соправителем Бреги стали их братья Блатмак и Диармайт. Сын Конгала Конайнг Куйрре, также как и его отец, был королём Бреги.